# Шенандоа (филм)
„Шенандоа“ (на английски: Shenandoah) е американски филм за Американската гражданска война от 1965 година на режисьора Андрю Маклаглън.

## Сюжет
В Шенандоа, Вирджиния, фермерът вдовец Чарли Андерсън води мирен живот с шестимата си сина - Джейкъб, Джеймз, Джон, Нейтън, Хенри и Бой, дъщеря си Джени, и снаха си Ан - съпругата на Джеймз. Чарли не желае синовете му да идат в армията и да се сражават в Гражданската война, защото смята, че това не е тяхна война. Джени се омъжва за своя любим - лейтенанта Сам, но Сам е повикан спешно да се върне на фронта. Най-малкият син на Чарли - Бой, е взет погрешка военнопленник от войници на Севера, и Чарли тръгва със синовете си да го спасява, докато Ан и Джеймз остават във фермата. В размирното военно време, трагедия сполита семейството на Чарли.

## В ролите
| Актьор           | Роля                 |
| ---------------- | -------------------- |
| Джеймс Стюарт    | Чарли Андерсън       |
| Дъглас Маклър    | Сам                  |
| Глен Корбет      | Джейкъб Андерсън     |
| Патрик Уейн      | Джеймс Андерсън      |
| Филип Елфорд     | Момчето              |
| Катрин Рос       | Ан Андерсън          |
| Роузмери Форсайт | Джени Андерсън       |
| Чарлз Робинсън   | Натан Андерсън       |
| Джеймс Макмулан  | Джон Андерсън        |
| Тим Макинтайър   | Хенри Андерсон       |
| Юджийн Джаксън   | Гейбриъл             |
| Пол Фикс         | доктор Том Уидърспун |
| Джордж Кенеди    | полковник Феърчайлд  |
| Денвър Пайл      | пастор Бьорлинг      |
| Стродър Мартин   | машинист на влак     |